# AWA World Heavyweight Championship
L'AWA World Heavyweight Championship est un championnat de catch utilisé par l'American Wrestling Association.
Il est créé peu de temps après le rachat du Minneapolis Boxing & Wrestling Club par Verne Gagne et Wally Karbo qui changent le nom en American Wrestling Association. Ces derniers désignent Pat O'Connor qui est alors le champion du monde poids lourd de la National Wrestling Alliance. Ce dernier ne défend pas son titre et Verne Gagne récupère cette ceinture trois mois plus tard. Entre le 18 mai 1960 et le rachat de l'AWA par la World Championship Wrestling en 1991, 19 catcheurs ont détenu ce titre pour un total de 38 règnes.

## Historique
Avant de racheter le Minneapolis Boxing & Wrestling Club, Verne Gagne est un catcheur très populaire. En août 1958, il devient champion du monde poids lourd de la National Wrestling Alliance (NWA) version Omaha après sa victoire sur Edouard Carpentier et négocie avec la direction de la NWA pour unifier ce titre avec celui de champion du monde poids lourd de la NWA après le rachat du Minneapolis Boxing & Wrestling Club. La NWA ne souhaite pas cette unification ce qui amène Gagne et Karbo à désigner le 18 mai 1960 Pat O'Connor qui est alors champion du monde poids lourd de la NWA comme étant le premier champion du monde poids lourd de l'American Wrestling Association. O'Connor ne défend pas ce titre et Gagne est le second champion le 16 août. Le 7 septembre 1963, Gagne unifie les ceintures de champion du monde poids lourds de la NWA version Nebraska et de l'AWA après sa victoire sur Fritz Von Erich. Il y a un premier règne non officiel le 8 janvier 1966 quand Tim Woods (en) bat Mad Dog Vachon en s'aidant les cordes lors du tombé ; le président de l'AWA Stanley Blackburn annule le changement de titre six jours plus tard.
Le 31 août 1968, Verne Gagne devient pour la 9e fois après sa victoire sur Dr. X dans un match au meilleur des trois tombé. Ce règne qui dure 7 ans, 2 mois et 8 jours est le plus long et prend fin le 8 novembre 1975 quand Nick Bockwinkel parvient à le vaincre.
Deux règnes non officiellement reconnus ont lieu dans les années 1980. D'abord le 27 décembre 1982 quand Jerry Lawler bat Nick Bockwinkel. Le second est en date du 24 avril 1983 après la victoire d'Hulk Hogan sur Bockwinkel. Hogan fait le tombé dans cet affrontement ce jour-là mais Stanley Blackburn vient le disqualifier pour avoir fait passer son adversaire par-dessus la 3e corde. Dans les années 1980, l'AWA entame un partenariat avec la All Japan Pro Wrestling ce qui permet à Jumbo Tsuruta d'être le premier japonais à obtenir ce titre le 23 février 1984 dans un match arbitré par Terry Funk où son titre de champion international poids lourd de la NWA est aussi en jeu,.
| #  | Champion               | Nombre de règne | Date             | Durée                     | Lieu                         | Notes | Réf    |
| -- | ---------------------- | --------------- | ---------------- | ------------------------- | ---------------------------- | --- | ------ |
| 1  | Pat O'Connor           | 1               | 18 mai 1960      | 2 mois et 29 jours        | Saint-Louis (Missouri)       | Il est désigné comme premier champion. | [ 11 ] |
| 2  | Verne Gagne            | 1               | 16 août 1960     | 10 mois et 25 jours       | N/A                          | La National Wrestling Alliance demande à O'Connor de ne pas défendre ce titre. L'AWA le lui retire et Gagne devient champion.                                                                          | [ 2 ]  |
| 3  | Gene Kiniski           | 1               | 11 juillet 1961  | 28 jours                  | Minneapolis (Minnesota)      | | [ 11 ] |
| 4  | Verne Gagne            | 2               | 8 août 1961      | 5 mois et 1 jour          | Minneapolis (Minnesota)      | | [ 11 ] |
| 5  | Mr. M (en)             | 1               | 9 janvier 1962   | 7 mois et 12 jours        | Minneapolis (Minnesota)      | | [ 11 ] |
| 6  | Verne Gagne            | 3               | 21 août 1962     | 10 mois et 18 jours       | Minneapolis (Minnesota)      | | [ 11 ] |
| 7  | The Crusher (en)       | 1               | 9 juillet 1963   | 11 jours                  | Minneapolis (Minnesota)      | Le titre de champion du monde poids lourd de la NWA (version Omaha) que détient The Crusher n'est pas en jeu. Il est le premier catcheur à détenir en même temps ces deux titres.                      | [ 11 ] |
| 8  | Verne Gagne            | 4               | 20 juillet 1963  | 7 jours                   | Minneapolis (Minnesota)      | Dans un match arbitré par Joe Blanchard où le titre de champion du monde poids lourd de la NWA (version Omaha) de The Crusher est aussi en jeu. Il s'agit aussi d'un des règnes les plus courts.       | [ 12 ] |
| 9  | Fritz Von Erich        | 1               | 27 juillet 1963  | 1 mois et 11 jours        | Omaha (Nebraska)             | Le titre de champion du monde poids lourd de la NWA (version Omaha) de Gagne est en jeu. | [ 11 ] |
| 10 | Verne Gagne            | 5               | 7 septembre 1963 | 2 mois et 9 jours         | Amarillo (Texas)             | Gagne unifie le championnat du monde poids lourd de l'AWA et le championnat du monde poids lourd de la NWA (version Omaha).                                                                            | [ 3 ]  |
| 11 | The Crusher            | 2               | 16 novembre 1963 | 28 jours                  | Saint Paul (Minnesota)       | | [ 11 ] |
| 12 | Verne Gagne            | 6               | 14 décembre 1963 | 4 mois et 18 jours        | Minneapolis (Minnesota)      | | [ 11 ] |
| 13 | Mad Dog Vachon         | 1               | 2 mai 1964       | 14 jours                  | Omaha (Nebraska)             | | [ 11 ] |
| 14 | Verne Gagne            | 7               | 16 mai 1964      | 5 mois et 4 jours         | Omaha (Nebraska)             | | [ 11 ] |
| 15 | Mad Dog Vachon         | 2               | 20 octobre 1964  | 6 mois et 25 jours        | Minneapolis (Minnesota)      | | [ 11 ] |
| 16 | Mighty Igor Vodik (en) | 1               | 15 mai 1965      | 7 jours                   | Omaha (Nebraska)             | | [ 11 ] |
| 17 | Mad Dog Vachon         | 3               | 22 mai 1965      | 2 mois et 30 jours        | Omaha (Nebraska)             | | [ 11 ] |
| 18 | The Crusher            | 3               | 21 août 1965     | 2 mois et 22 jours        | Saint Paul (Minnesota)       | | [ 11 ] |
| 19 | Mad Dog Vachon         | 4               | 12 novembre 1965 | 1 an                      | Denver (Colorado)            | Le 8 janvier 1966, Tim Woods (en) parvient à le vaincre en s'aidant les cordes lors du tombé et obtient le titre. Stanley Blackburn, le président de l'AWA, annule cette décision six jours plus tard. | ,      |
| 20 | Dick the Bruiser (en)  | 1               | 12 novembre 1966 | 7 jours                   | Omaha (Nebraska)             | | [ 11 ] |
| 21 | Mad Dog Vachon         | 5               | 19 novembre 1966 | 3 mois et 7 jours         | Omaha (Nebraska)             | | [ 11 ] |
| 22 | Verne Gagne            | 8               | 26 février 1967  | 1 an, 5 mois et 22 jours  | Saint Paul (Minnesota)       | | [ 11 ] |
| 23 | Dr. X                  | 1               | 17 août 1968     | 14 jours                  | Bloomington (Minnesota)      | | [ 11 ] |
| 24 | Verne Gagne            | 9               | 31 août 1968     | 7 ans, 2 mois et 8 jours  | Minneapolis (Minnesota)      | Il remporte ce titre dans un match au meilleur des trois tombés et établit le record du plus long règne.                                                                                               | [ 5 ]  |
| 25 | Nick Bockwinkel        | 1               | 8 novembre 1975  | 4 ans, 8 mois et 10 jours | Saint Paul (Minnesota)       | | [ 6 ]  |
| 26 | Verne Gagne            | 10              | 18 juillet 1980  | 10 mois et 1 jour         | Chicago (Illinois)           | | [ 11 ] |
| 27 | Nick Bockwinkel        | 2               | 19 mai 1981      | 1 an, 3 mois et 10 jours  | N/A                          | Gagne prend sa retraite et donne le titre à Bockwinkel. | [ 11 ] |
| 28 | Otto Wanz              | 1               | 29 août 1982     | 1 mois et 10 jours        | Saint Paul (Minnesota)       | | [ 11 ] |
| 29 | Nick Bockwinkel        | 3               | 9 octobre 1982   | 1 an, 4 mois et 13 jours  | Chicago (Illinois)           | | [ 11 ] |
| 30 | Jumbo Tsuruta          | 1               | 22 février 1984  | 2 mois et 21 jours        | Tokyo (Japon)                | | [ 10 ] |
| 31 | Rick Martel            | 1               | 13 mai 1984      | 1 an, 7 mois et 16 jours  | Saint Paul (Minnesota)       | | [ 13 ] |
| 32 | Stan Hansen            | 1               | 29 décembre 1985 | 5 mois et 30 jours        | East Rutherford (New Jersey) | | [ 14 ] |
| 33 | Nick Bockwinkel        | 4               | 28 juin 1986     | 10 mois et 4 jours        | Denver (Colorado)            | Hansen quitte la fédération et l'AWA remet le titre à Bockwinkel. | [ 11 ] |
| 34 | Curt Hennig            | 1               | 2 mai 1987       | 1 an et 7 jours           | Daly City (Californie)       | Au cours de ce combat, Larry Zbyszko intervient en faveur d'Hennig. On lui retire le titre avant finalement de le désigner comme champion quelques jours plus tard.                                    | [ 15 ] |
| 35 | Jerry Lawler           | 1               | 9 mai 1988       | 8 mois et 29 jours        | Memphis (Tennessee)          | Lawler est champion dans le cadre du partenariat avec la Continental Wrestling Association (CWA). | [ 11 ] |
| -  | Vacant                 | 1               | 20 janvier 1989  | 18 jours                  | N/A                          | Le partenariat avec la CWA prend fin. | [ 11 ] |
| 36 | Larry Zbyszko          | 1               | 7 février 1989   | 1 an et 3 jours           | Saint Paul (Minnesota)       | Il remporte une bataille royale. | [ 11 ] |
| 37 | Masa Saito             | 1               | 10 février 1990  | 1 mois et 29 jours        | Tokyo (Japon)                | Au cours d'un spectacle de la New Japan Pro Wrestling. | [ 16 ] |
| 38 | Larry Zbyszko          | 2               | 8 avril 1990     | 8 mois et 4 jours         | Saint Paul (Minnesota)       | Nick Bockwinkel arbitre le match de championnat. | [ 17 ] |
| -  | Vacant                 | 2               | 12 décembre 1990 | N/A                       | N/A                          | Zbyszko rejoint la World Championship Wrestling (WCW). La WCW rachète l'AWA en 1991. |        |

## Règnes combinés
| Rang | Catcheur          | Nombre de règnes | Durée des règnes combinés |
| ---- | ----------------- | ---------------- | ------------------------- |
| 1.   | Verne Gagne       | 10               | 4 677                     |
| 2.   | Nick Bockwinkel   | 4                | 2 990                     |
| 3.   | Mad Dog Vachon    | 5                | 776                       |
| 4.   | Larry Zbyszko     | 2                | 616                       |
| 5.   | Rick Martel       | 1                | 595                       |
| 6.   | Curt Hennig       | 1                | 373                       |
| 7.   | Jerry Lawler      | 1                | 256                       |
| 8.   | Mr. M             | 1                | 224                       |
| 9.   | Stan Hansen       | 1                | 181                       |
| 10.  | The Crusher       | 3                | 122                       |
| 11.  | Pat O'Connor      | 1                | 90                        |
| 12.  | Jumbo Tsuruta     | 1                | 81                        |
| 13.  | Mr. Saito         | 1                | 57                        |
| 14.  | Otto Wanz         | 1                | 41                        |
| 15.  | Gene Kiniski      | 1                | 28                        |
| 16.  | Dr. X             | 1                | 14                        |
| 17.  | Fritz Von Erich   | 1                | 12                        |
| 18.  | Mighty Igor Vodic | 1                | 7                         |
| 18.  | Dick The Bruiser  | 1                | 7                         |

## Design de la ceinture

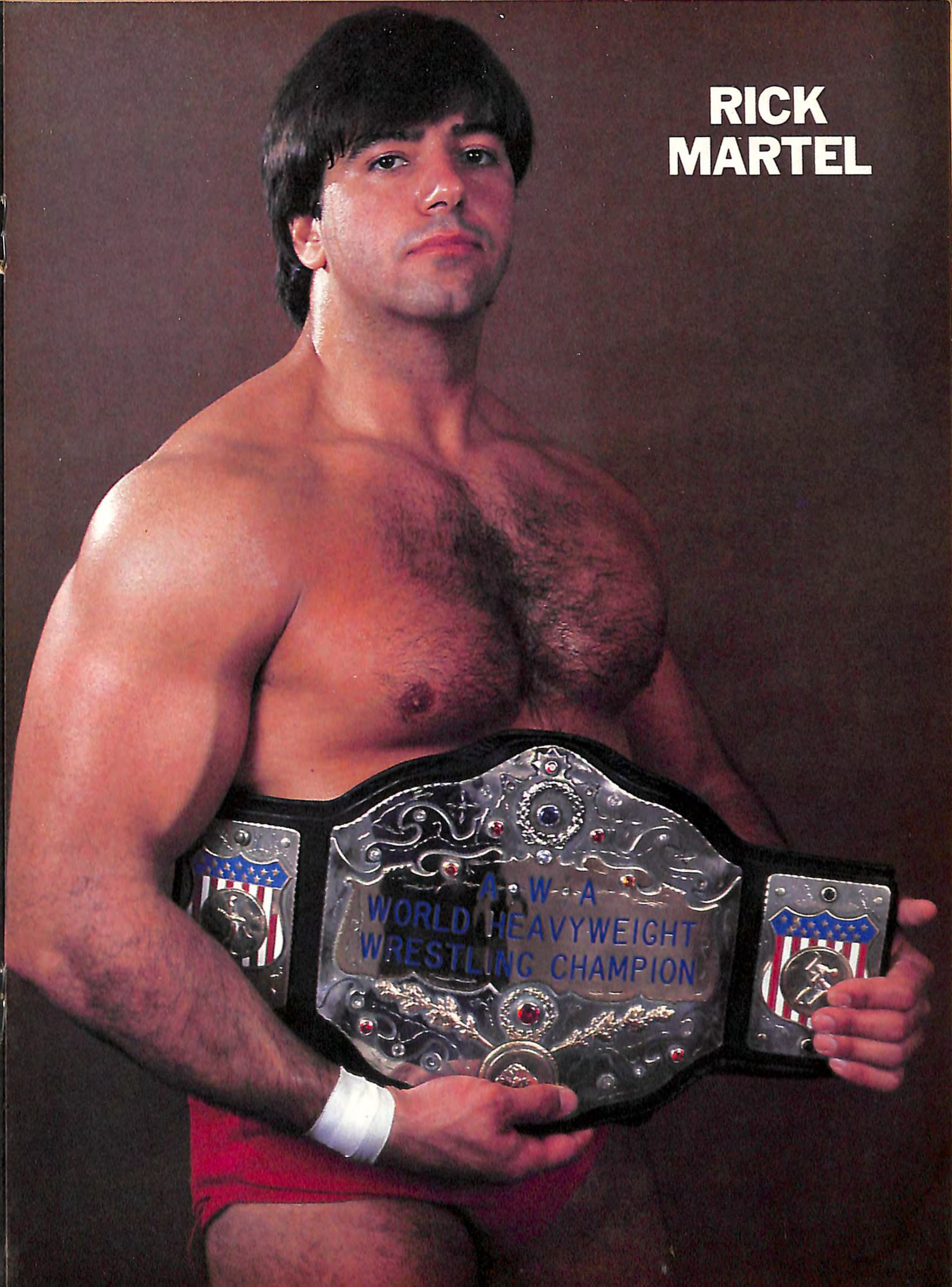
C'est cette ceinture de champion du monde poids lourd de l'AWA alors détenue par Rick Martel que Stan Hansen va détruire.

Au cours de son existence, trois ceintures de champions ont été utilisées pour le championnat du monde poids lourd de l'AWA. La première est basique avec juste un plaque métallique où il est écrit « World Champion Wrestler ». Verne Gagne se fait voler cette ceinture après un spectacle de catch. Après cela, Nick Bockwinkel dessine la nouvelle ceinture plus grosse avec un lettrage bleu ornée de pierres précieuses. Il l'a fait fabriquer par un ami bijoutier. La popularité de l'AWA dans les années 1970 leur permet d'accorder une licence à REMCO qui fabrique des jouets dont des répliques de cette ceinture. En 1986, Stan Hansen refuse de rendre la ceinture et décide de la renvoyer à Gagne après avoir roulé dessus avec son pick-up. L'AWA commande alors une troisième et dernière ceinture qui va être utilisé jusqu'à la fermeture de la fédération en 1991. Nick Bockwinkel récupère la ceinture renvoyé par Hansen et la fait restaurer.